# Tea time speakers
tea time speakers（ティー・タイム・スピーカーズ）は、2018年4月に始まった静岡放送（SBSラジオ）と浜松エフエム放送（FM Haro!）のラジオ番組である。

## 概要
SBSラジオでは東西に広い面を利用して県西の情報を浜松支社もあるプレスタワーから発信する『上田朋子のGoing My West』を、県東は清水町のサテライトスタジオから発信する『Radio East』を放送してきたが、当番組は浜松市をサービスエリアとするコミュニティFMであるFM Haro!とのコラボレーションで放送する。
パーソナリティは双方の放送局から出演し、番組は中区砂山町FM-Haro! UP-ON STUDIOから原則として公開生放送で送るが、後述のFM Haro!単独放送となる場合は中区鍛冶町ザザシティ浜松のFM-Haro!本社ZAZA STUDIOから送る場合もある。

## 放送時間
- 土曜 15:00 - 16:00

なお、FM Haro!でジュビロ磐田中継番組「ジュビロ・ライブスペシャル」を放送する場合、FM Haro!での放送は返上され、SBSラジオのみで放送されるが、その際は事前録音されたものを放送する。

一方で、SBSラジオで特別番組を当該時間帯に放送する場合、SBSラジオでの放送は返上され、FM Haro!のみで放送されるが、その際、通常通りの公開生放送か、本社スタジオからの生放送か、事前録音のいずれかで送る。

11月はサッカーの試合が特に多く組まれるうえイベント中継も重なるため休止される。

## 出演パーソナリティ
原則としてSBS側とFM Haro!側で1名ずつが出演して2人で進行する。
SBS側
- Jam9（イシノユウキ）
- 渡邊ヒロアキ
- 勝野洋輔
- 鉄崎幹人
- 上矢えり奈
- 鬼頭里枝

...etc
FM Haro!側
- CLEEM MIKU
- 遊佐ちえみ

...etc

## コーナー
- Soramo Speakers

- Hamamatsu Speakers
- Shizuoka Speakers

いずれも出演パーソナリティが話題を持ち寄って紹介するコーナー。「Hamamatsu - 」はFM Haro!側のパーソナリティ、「Shizuoka - 」はSBS側のパーソナリティが進行する。
そのほか週替わりのトークテーマを設けて募集する。